# Formigueret dels turons
El formigueret dels turons (Epinecrophylla spodionota) és una espècie d'ocell de la família dels tamnofílids (Thamnophilidae).

## Hàbitat i distribució
Habita el sotabosc de la selva humida als turons de l'est d'Equador i nord-est de Perú.